# Liste der Hochhäuser in Lörrach

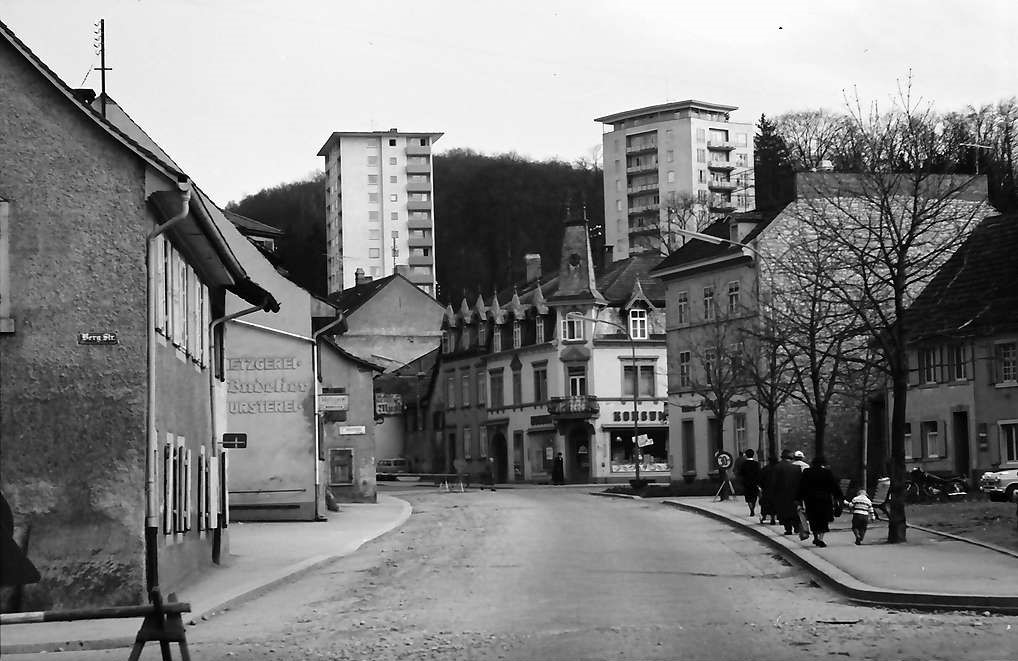
Die ersten Hochhäuser Lörrachs: die Wohnhochhäuser im Schützenwaldweg aus dem Jahr 1954 (hier in einer Aufnahme von 1960)

Die Liste der Hochhäuser in Lörrach führt die in Lörrach existierenden Hochhäuser ab einer strukturellen Höhe von 30 Metern auf. Gesondert erfasst sind Türme von Kirchen, technische Bauwerke wie Schornsteine, Funk- oder Freileitungsmasten. Höchstes Bauwerk der Stadt, das nicht wohnwirtschaftlich genutzt wird, ist mit 85 Metern der mittlerweile ausgemusterte KBC-Schornstein auf dem Firmengelände des Textilunternehmens.

## Situation und Geschichte
Im absoluten innerdeutschen Vergleich fallen die Hochhäuser in Lörrach niedrig aus. Berücksichtigt man allerdings zum einen die Tatsache, dass im regionalen Vergleich der Bundesländer Baden-Württemberg bestenfalls einen mittleren Platz in Deutschland bei Bau von hohen Häusern einnimmt und den Umstand, dass Lörrach mit knapp 50.000 Einwohnern lediglich eine Mittelstadt ist, ist der Bestand an hohen Häusern bemerkenswert. Im direkten Vergleich mit den Hochhäusern der Landeshauptstadt Stuttgart hat zwar die Landeshauptstadt deutlich mehr Hochhäuser und eine wesentlich höhere Dichte an Bauwerken zwischen 60 und 70 Metern. Allerdings hielt Lörrach mit dem Rathausturm lange Zeit den Höhenrekord zwischen beiden Städten, der auch gleichzeitig der höchste Rathausbau des Landes ist.
Trotzdem war bis in Ende der 1970er Jahre mit fünf Häusern über 40 Meter die Anzahl vergleichsweise übersichtlich. Sie verteilte sich über das Stadtgebiet. Mit der Errichtung des Hochhauses am Chesterplatz im Jahr 2005 kam dann ein weiteres Hochhaus hinzu und spätestens seit der innerstädtischen Errichtung des Steigenberger Hotels Stadt Lörrach 2017 östlich des Lörracher Hauptbahnhofs begann ein Umdenken, dass dem knappen Wohnraum neben einer Nachverdichtung auch über einen moderaten Hochhausbau begegnet werden kann.

## Liste

### Hochhäuser
Diese Liste ist standardmäßig absteigend nach der Gesamthöhe der Hochhäuser sortiert. Man kann sie aber auch nach anderen Kriterien sortieren lassen.
In der Liste werden folgende Bezeichnungen verwendet:
- Name = Name oder Bezeichnung des Bauwerks
- Lage = Standort des Bauwerks anhand von Straße und Hausnummer sowie der geographischen Koordinate (externe Karte aufrufbar)
- Höhe = angegeben wird die strukturelle Höhe ohne Antennen oder sonstige Aufbauten[2]
- Geschoss = Anzahl der oberirdischen Geschosse
- Nutzung = Zweck bzw. bauliche Nutzung des Hauses
- Baujahr = Jahr der Eröffnung des Bauwerks
- Architekten = beteiligte Architekten und/oder Architektengemeinschaft
- Foto = Abbildung des Hochhauses

| Nr.  | Name                                                | Lage                        | Ortsteil              | Höhe in m | Vollge- schosse | Nutzung            | Baujahr   | Architekten                                | Foto |
| ---- | --------------------------------------------------- | --------------------------- | --------------------- | --------- | --------------- | ------------------ | --------- | ------------------------------------------ | ---- |
| 01.  | Lörracher Rathaus                                   | Luisen- straße 16 (Lage)    | Lörrach-Innenstadt    | 71,8      | 17              | Verwaltung         | 1976      | Thomas Heiß                                |      |
| 02.  | Steigenberger Hotel Stadt Lörrach                   | Belchenstr. 19 (Lage)       | Lörrach-Innenstadt    | 62,6      | 20              | Hotel              | 2017      | Külby+Külby, Jürgen Engel Architekten      |      |
| 03.  | Wohnhochhaus Weitblick                              | Leibnizweg 7 (Lage)         | Lörrach-Stetten       | 57,4      | 18              | Wohnungen          | 2016      | Moser, Wilhelm und Hovenbitzer und Partner |      |
| 04.  | Hochhaus „Hotel Bijou“                              | Basler Str. 7e (Lage)       | Lörrach-Stetten       | 49,6      | 16              | Wohnungen, Hotel   | 1972      | Pedrocchi Architekten, Basel (Umbau)       |      |
| 05.  | Hochhaus am Marktplatz                              | Alter Marktplatz 9 (Lage)   | Lörrach-Innenstadt    | 48,6      | 16              | Wohnungen, Gewerbe | 1973      |                                            |      |
| 06.  | Wohnblock Wintersbuckstr. 6 (auch: Basler Hochhaus) | Wintersbuckstr. 6 (Lage)    | Nordstadt             | 46,8      | 16              | Wohnungen          | 1964      |                                            |      |
| 07.  | Hochhaus am Chesterplatz                            | Chesterplatz 9 (Lage)       | Lörrach-Innenstadt    | 40,9      | 14              | Wohnungen, Gewerbe | 2005      |                                            |      |
| 08.  | Hochhaus Schützenwaldweg 14                         | Schützen- waldweg 14 (Lage) | Lörrach (Leuselhardt) | 38        | 14              | Wohnungen          | 1954      |                                            |      |
| 09.  | Wohn- und Geschäftshaus                             | Weinbrennerstr. 10 (Lage)   | Lörrach-Innenstadt    | 33,6      |                 | Wohnungen, Gewerbe | 2006      |                                            |      |
| 010. | Ehemaliges Krankenschwesternwohnheim                | Kanderner Straße 14 (Lage)  | Lörrach-Innenstadt    | 33        |                 | Wohnungen          | 1961      |                                            |      |
| 011. | Hochhaus Schützenwaldweg 10                         | Schützen- waldweg 10 (Lage) | Lörrach (Leuselhardt) | 31        | 11              | Wohnungen          | 1958/1961 |                                            |      |
| 012. | Wohnhaus Leibnizweg 5, 6                            | Leibnizweg 5, 6 (Lage)      | Lörrach (Stetten)     | 30,6      |                 | Wohnungen          | 2006      |                                            |      |
| 013. | Wohnhaus Basler Straße 81                           | Basler Straße 81 (Lage)     | Lörrach (Stetten)     | 30,2      |                 | Wohnungen          | 1972      |                                            |      |

### Sonstige Bauwerke
Bauwerke in Lörrach ab einer strukturellen Höhe ab 35 Metern, die keine Hochhäuser sind, werden in der nachfolgenden Tabelle geführt.
| Nr. | Name                                      | Lage                                  | Ortsteil           | Höhe in m | Nutzung       | Baujahr | Foto |
| --- | ----------------------------------------- | ------------------------------------- | ------------------ | --------- | ------------- | ------- | ---- |
| 01. | KBC-Schornstein                           | Firmengelände der KBC (Lage)          | Lörrach            | 85        | Industrie     | 1921    |      |
| 02. | Lauffenmühle-Schornstein                  | Firmengelände der Lauffenmühle (Lage) | Lörrach-Brombach   | ≈ 70      | Industrie     | um 1980 |      |
| 03. | Glockenturm der Evangelischen Stadtkirche | Basler Str. 145 (Lage)                | Lörrach-Innenstadt | 42,5      | Gotteshaus    | 1817    |      |
| 04. | Glockenturm von St. Peter                 | Haagener Str. 95 (Lage)               | Lörrach-Nordstadt  | 42        | Gotteshaus    | 1964    |      |
| 05. | Glockenturm von St. Bonifatius            | Tumringer Str. 218 (Lage)             | Lörrach-Innenstadt | 40        | Gotteshaus    | 1867    |      |
| 06. | Uhrenturm des Hans-Thoma-Gymnasiums       | Baumgartner- straße 26 (Lage)         | Lörrach            | 38        | Schule        | 1899    |      |
| 07. | Fabrikgebäude Mondelēz-Werk Lörrach       | Brombacher Straße 37 (Lage)           | Lörrach            | 30        | Fabrikgebäude | 1962    |      |